# Fritiof och Carmencita
"Fritiof och Carmencita" ("Fritiof og Carmencita"), også "Samborombón" efter tekstens begyndelse ('Samborombón, en liten by förutan gata...'), er en svensk sang fra 1937 af Evert Taube og udgivet i Taubes bog Evert Taubes bästa. Sangen handler om Taubes alter ego Fritiof Andersson, som rider til landsbyen Samborombón i Argentina 'en aften i april' og træffer den søde pige Carmencita på et værtshus og danser tango. Fritiof ønsker at gifte sig med hende, men hun siger 'Nej'.